# Kasey Chambers
Kasey Chambers, född 4 juni 1976, är en australisk countrymusiker. 

## Biografi
Hon slog igenom med debutalbumet The Captain 1999 som utnämndes till årets bästa countryalbum av ARIA Music Awards 1999. Året därpå vann hon samma pris som bästa kvinnliga artist. Hon har sedan dess släppt flera skivor; hennes andra skiva, Barricades & Brickwalls toppade ARIA Charts albumlista och singeln "Not Pretty Enough" toppade singellistan och 2002 vann hon åter pris som bästa kvinnliga artist. 
Chambers är gift med artisten Shane Nicholson.

## Diskografi
Studioalbum
- The Captain (1999)
- Barricades & Brickwalls (2001)
- Wayward Angel (2004)
- Carnival (2006)
- Rattlin' Bones (med Shane Nicholson, 2008)
- Kasey Chambers, Poppa Bill and the Little Hillbillies (med Bill Chambers and the Little Hillbillies, 2009)
- Little Bird (2010)
- Storybook
- Wreck & Ruin (med Shane Nicholson, 2012)
- Bittersweet (2014)
- Dragonfly (2017)

EP
- Ain't No Little Girl (2016)